# Tommaso Baldanzi
Tommaso Baldanzi (* 23. März 2003 in Poggibonsi) ist ein italienischer Fußballspieler. Der Mittelfeldspieler steht in Diensten der AS Rom.

## Karriere

### Verein
Geboren in Poggibonsi und aufgewachsen in Castelfiorentino, begann Baldanzi im Alter von sechs Jahren beim örtlichen Breitenfußballverein mit dem Fußballspielen. Zwei Jahre später trat er der Jugendakademie des FC Empoli bei, wo er 2019 die eine nationale Meisterschaft auf der U16-Ebene gewann. Am 28. Oktober 2020 gab der Mittelfeldspieler sein Debüt für die Profimannschaft für Empoli, als er beim 4:2-Sieg der Coppa Italia gegen Benevento Calcio eingewechselt wurde. Dabei gab er gleich eine Torvorlage. In derselben Saison gewann er mit Empoli die Campionato Primavera 1 und zählte zu den besten Spielern der obersten italienischen Jugendliga. Baldanzi gilt als einer der größten italienischen Talente seiner Generation.
In der folgenden Saison wurde Baldanzi nach seiner Teilnahme an der UEFA Youth League offiziell in die erste Mannschaft befördert. Am 22. Mai 2022 gab er dann sein Debüt in der Serie A und ersetzte Patrick Cutrone in der 74. Minute des 0:1-Auswärtssiegs gegen Atalanta Bergamo. Einige Tage nach seinem Startelfdebüt für den Verein erzielte er bei einem 1:1-Unentschieden gegen Hellas Verona am 31. August 2022 sein erstes Tor im Profifußball.
Am 1. Februar 2024 unterschrieb Baldanzi bei AS Rom. Er unterschrieb einen Vertrag bis zum Jahr 2028 bei der Roma.

### Nationalmannschaft
Baldanzi hat Italien auf verschiedenen internationalen Jugendebenen von der U17 bis zur U21 vertreten. Mit der U19-Nationalmannschaft nahm er 2022 an der U19-Europameisterschaft in der Slowakei teil, in dem die Azzurrini das Halbfinale erreichten. Ab 2023 spielte er in der U21-Auswahl und nahm mit ihr an der U21-Europameisterschaft 2025 teil, bei der das Team im Viertelfinale ausschied.

## Erfolge
- Italienischer Jugendmeister: 2020/21